# Quai de Tourville
Le quai de Tourville est une voie de Nantes, en France.

## Situation et accès
Situé dans le quartier Centre-ville, sur la rive méridionale de l'ancienne île Gloriette sur les bords de la Loire (bras de la Madeleine), dont il est séparé par le quai André-Morice, le quai de Tourville débute au niveau du pont Haudaudine pour se terminer par la rue Deurbroucq dans le prolongement de la rue Gaston-Michel.

## Origine du nom
Il rend honneur à l'officier de marine Anne Hilarion de Costentin de Tourville (1642-1701), qui s'illustra durant le règne de Louis XIV.

## Historique
Son nom actuel lui a été attribué le 27 octobre 1837.
Dans le cadre des travaux de comblement des bras de la Loire, durant les années 1920-1930, il est également procédé à l'arasement de la pointe sud-ouest de l'île afin d'élargir le bras de la Madeleine à cet endroit, ceci pour faciliter la navigation fluviale. La partie ouest du quai de Tourville est alors démolie.
Depuis 1961, le siège de l'Université de Nantes se trouve au numéro 1.
En 1984, est élaboré le projet d'une voie sur berge destinée à doubler notamment le quai de Tourville. Celle-ci prendra plus tard le nom de « quai André-Morice ».